# Frank Headlam
Frank Headlam (Launceston, 15 de Julho de 1914 – Melbourne, 23 de Dezembro de 1976) foi um militar e piloto da Real Força Aérea Australiana (RAAF). Nascido e educado na Tasmânia, juntou-se à RAAF como cadete em Janeiro de 1934. Especializou-se em instrução de voo e navegação antes do despoletar da Segunda Guerra Mundial. Em Abril de 1941, tornou-se comandante do Esquadrão N.º 2, que operava aviões Lockheed Hudson. O esquadrão foi destacado para Timor em Dezembro, e combateu contra as forças japonesas no Sudoeste do Pacífico. Depois de regressar à Austrália em Fevereiro de 1942, Headlam desempenhou algumas funções de comando, terminando a carreira como Capitão de grupo.
Em 1946, Headlam serviu como comandante do Comando da Área Noroeste, e como Director de Treino entre 1947 e 1950. Em 1950-51, durante a Emergência Malaia, foi destacado para Singapura como comandante da Asa N.º 90 e, mais tarde, da Base aérea de Tengah. Em 1957 e entre 1959-60 foi Membro Aéreo do Pessoal tendo sido, a meio destes dois termos, nomeado Comandante da Ordem do Império Britânico, em 1958. Promovido a Vice Marechal do Ar, foi comandante do Comando Operacional entre 1961 e 1962, comandante do Grupo N.º 224 da RAF entre 1962 e 1965 durante os confrontos entre a Indonésia e a Malásia, Vice-chefe do Estado-maior entre 1965 e 1966 e comandante do Comando de Apoio entre 1966 e 1967. Em 1965, foi feito Companheiro da Ordem do Banho. Depois de ser colocado em Londres entre 1968 e 1971 para encabeçar a equipa dos serviços conjuntos australianos, retirou-se da força aérea e faleceu em Melbourne cinco anos depois.

## Juventude e início de carreira

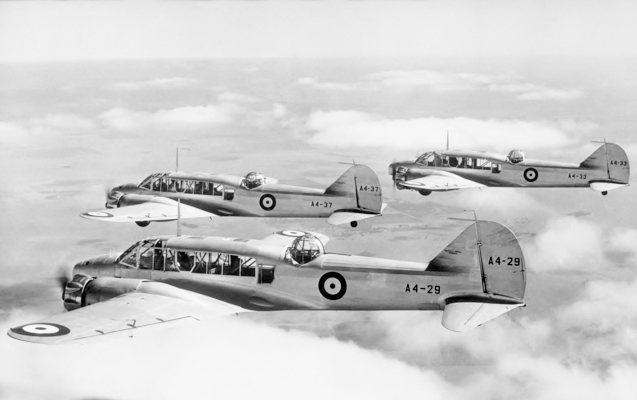
Aviões Avro Ansons da RAAF em 1938; Headlam pilotou aviões como este durante um exercício que consistiu num voo de longo alcance à volta da Austrália

Filho dos agricultores Malcolm e Hilda Headlam, Frank Headlam nasceu no dia 15 de Julho de 1914 em Launceston, na Tasmânia. Estudou no Colégio Clemes e acabou os estudos em 1932. Contra a vontade dos seus pais, em Janeiro de 1934 juntou-se à Real Força Aérea Australiana. Recebeu instrução de voo na Escola de Treino de Voo N.º 1 na base de Williams, em Vitória, e ingressou nas fileiras como oficial piloto no dia 1 de Janeiro de 1935.
Depois de passar por um curso de conversão operacional, Headlam foi colocado no Esquadrão de Hidroaviőes. Não maior que uma esquadrilha de acordo com a historia oficial da RAAF no periodo entreguerras, o Esquadrão de Hidroaviões fazia parte da Escola de Treino de Voo N.º 1 e operava hidroaviões Supermarine Southampton, de Havilland Gipsy Moth, entre outros tipos. Durante a sua colocação no Esquadrão, Headlam foi promovido a Oficial de Voo no dia 1 de Julho de 1935, e escreveu um artigo sobre defesa nacional no qual sugeriu que " com uma forte força aérea, força naval (incluindo submarinos) e defesas fixas, a Austrália poderia tornar-se praticamente invulnerável". De acordo com o historiador da força aérea Alan Stephens, este artigo "definiu o conceito anti-estático que tem caracterizado o pensamento estratégico da RAAF desde então".
Headlam completou um curso de formação de instrutores em Julho de 1936, e depois do curso juntou-se à Escola de Treino de Voo N.º 1. A 18 de Março de 1937, foi promovido a Tenente de voo. O curso começou em Julho de 1938, e ele foi um de seis estudantes que participou no primeiro Curso de Navegação Especialista de Longo Alcance, dirigido pelos Tenente de voo Bill Garing e Alister Murdoch em Point Cook. O curso envolveu vários voos de treino épicos que atraíram a atenção dos meios de comunicação, incluindo uma viagem de doze dias com uma distância de 10 800 km à volta do continente australiano, que envolveu três aviões Avro Anson, um deles pilotado pelo próprio Headlam, em Novembro. No mês seguinte, Headlam liderou os três Avro Anson numa viagem de seis dias de ida e volta à Austrália Central. Posteriormente, Headlam passou no curso com distinção especial. No dia 27 de Janeiro de 1939, Headlam foi colocado na Estação de Laverton, em Vitória. Inicialmente serviu no Esquadrão N.º 2, e posteriormente foi transferido para o Esquadrão N.º 1 no dia 29 de Agosto. Ambos os esquadrões operavam aviões Avro Anson.

## Segunda Guerra Mundial

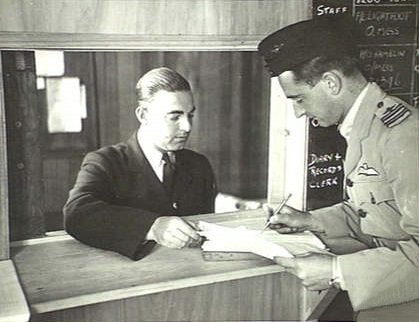
Headlam (à direita) em Laverton, em Fevereiro de 1940

Com o despoletar da Segunda Guerra Mundial, o Esquadrão N.º 1 envolveu-se em missões de escola de comboios e reconhecimento marítimo no sudeste australiano. Headlam continuou a servir no esquadrão como comandante de voo até 15 de Janeiro de 1940, quando foi destacado para o quartel-general de Laverton como oficial de navegação. No dia 27 de Março foi transferido para o quartel-general da RAAF, em Melbourne. No dia 1 de Junho de 1940 é promovido a Líder de esquadrão. Duas semanas depois, casou-se com Katherine Bridge na St Paul's Anglican Church em Frankston; o casal mais tarde teria um filho e uma filha.
No dia 15 de Abril de 1941 Headlam tornou-se comandante do Esquadrão N.º 2 em Laverton, e no dia 1 de Julho foi promovido a Comandante de Asa. Equipado com aviões Lockheed Hudson, o esquadrão realizava operações de patrulha marítima no sul da Austrália até 5 de Dezembro, quando quatro das suas aeronaves foram enviadas para Darwin, no Território do Norte, devido aos receios de um ataque japonês naquela área. No dia 7 de Dezembro este destacamento ficou colocado em Penfui, perto de Koepang em Timor, enquanto os outros oito aviões Hudson ficaram em Darwin em alerta. No dia seguinte, cientes de que a Austrália havia entrado na Guerra do Pacífico, um dos Hudson destacados em Penfui atacou uma embarcação japonesa, a qual suspeitava-se que fosse um navio radio. No dia 12 de Dezembro, Headlam foi transferido para Penfui como oficial comandante da base, acumulando funções com o comando do Esquadrão N.º 2.
Durante Janeiro de 1942, as aeronaves do Esquadrão N.º 2 ficaram dispersas entre Penfui e Darwin. O destacamento em Penfui atacou embarcações japonesas que participavam na invasão de Celebes. No dia 11 de Janeiro, dois aviões Hudoson abateram ou danificaram três hidroaviões japoneses que os atacavam enquanto bombardeavam um navio de transporte; no dia seguinte os dois aviões Hudson foram eles mesmos abatidos por aviões Mitsubishi Zero. Penfui foi bombardeada pela primeira vez pelos japoneses no dia 26 de Janeiro de 1942, e posteriormente seguiram-se ataques regulares, que além de danificar infraestruturas também danificaram aeronaves. Os Hudson intactos foram retirados de volta para Darwin mas Headlam e os seus militares ficaram em Penfui para que a base pudesse continuar a ser usada durante missões de reconhecimento aéreo. No dia 18 de Fevereiro Headlam foi ordenado a evacuar o pessoal da base, excepto uma equipa cuja missão seria a de demolir a base. No dia seguinte, Headlam regressou a Darwin, mesmo quando a cidade estava a sofrer o primeiro ataque japonês. Quatro aviões Hudson do Esquadrão N.º 2 ficaram destruídos durante o ataque, os restantes foram transferidos para Daly Waters, a partir de onde continuaram a realizar missões de reconhecimento aéreo e bombardeamento de alvos japoneses em Timor.
Headlam permaneceu em Darwin como Controlador de Operações no quartel-general do Comando da Área Noroeste até 12 de Maio de 1942, quando foi transferido para Nhill, em Vitória, como oficial comandante da Escola de Navegação Aérea N.º 2, que operava aviões Anson. A partir desta escola, o Esquadrão N.º 97 foi formado em Junho. No dia 20 de Julho de 1943, Headlam assumiu o comando da Escola de Observação Aérea N.º 2, que também operava aviões Anson, em Mount Gambier, Austrália Meridional. Promovido a Capitão de grupo no dia 1 de Dezembro de 1943, foi nomeado comandante inaugural da Escola de Observação Aérea N.º 3, cuja frota era composta por aviões Anson e Fairey Battle, no dia 9 de Dezembro. Depois de ser rendido no comando da escola, inicio estudos na RAAF Staff School em Mount Marthe, Vitória, no dia 2 de Outubro de 1944. Posteriormente, foi nomeado para um cargo administrativo no Comando da Área Noroeste, em 12 de Janeiro de 1945.

## Carreira no pós-guerra

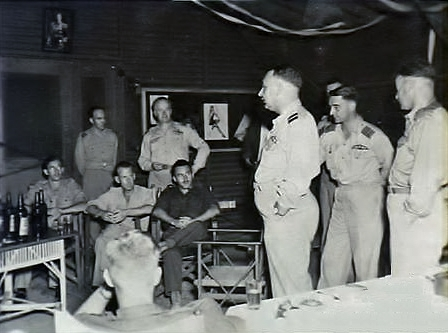
Headlam (segundo à direita) e o Vice Marechal do Ar Alan Charlesworth (de pé ao centro), do Comando da Área Noroeste, dão as boas vindas a prisioneiros de guerra em Darwin, em Setembro de 1945

Em Janeiro de 1946 Headlman tornou-se comandante do Comando da Área Noroeste. Colocado na Grã-Bretanha no final do ano, frequentou um curso no Royal Air Force Staff College, e serviu no RAAF Overseas Headquarters, em Londres. No seu regresso à Austrália, em Novembro de 1947, foi nomeado Director de Treino no quartel-general da RAAF. Em Novembro de 1950, Headlam foi nomeado para assumir o comando da Asa N.º 90, rendendo o Capitão de Grupo Paddy Heffernan. Com quartel-general na Base aérea de Changi, em Singapura, a Asa N.º 90 controlava todas as unidades da RAAF que participavam na Emergência Malaia: o Esquadrão N.º 1, que operava aviões Avro Lincoln, e o Esquadrão N.º 38, que operava aviões Douglas C-47 Dakota. Os Lincoln realizavam missões de bombardeamento aéreo no território controlado pelos comunistas, além de realizar ataques aéreos contra alvos designados. Os Dakota, por sua vez, realizavam missões de transporte aéreo de mercadorias e pessoas, além de realizar evacuações aeromédicas no Sudeste Asiático; também realizava ocasionalmente o lançamento aéreo de mercadoria e de panfletos. Headlam ficou ligeiramente ferido no dia 20 de Dezembro, quando um Dakota do Esquadrão N.º 38 que ele co-pilotava teve um acidente em Pehang, devido a uma falha de propulsão. Em Agosto de 1951 foi nomeado comandante da Base aérea de Tengah, em Singapura, acumulando funções com o comando da Asa N.º 90. Em Dezembro de 1951, Headlam foi rendido no comando da asa.
No dia 19 de Fevereiro de 1952, Headlam tornou-se Oficial Superior do Pessoal Aéreo no Comando da Área Oriental, em Penrith, Nova Gales do Sul. Durante este mandato, a RAAF começou a re-equipar-se com bombardeiros a jacto English Electric Canberra e aviões a jacto CAC Sabre. A força aérea também iniciou uma grande alteração da sua organização, com a transição de sistema de comando e controlo baseado na geografia para um baseado na função, alteração que resultou na criação do Comando Doméstico, no Comando de Treino e no Comando de Manutenção. O Comando da Área Oriental, considerada o quartel-general operacional devido às unidades de combate dentro da sua área geográfica, foi re-organizada e tornou-se no Comando Doméstico em Outubro de 1953. Em 1954 Headlam foi nomeado Oficial da Ordem do Império Britânico pela sua "habilidade excepcional e devoção à missão". No dia 7 de Outubro de 1954, foi nomeado ajudante-de-campo da Rainha Elisabete II.

Headlam foi promovido a Comodoro do Ar no dia 1 de Janeiro de 1955. Em Novembro, foi colocado no RAAF Overseas Headquarters, em Londres, e no ano seguinte frequentou um curso no Colégio Imperial de Defesa. Depois de regressar à Austrália, serviu no Departamento do Ar em Camberra entre 19 de Março e 21 de Outubro de 1957, entre os mandatos dos Vice Marechal do Ar Scherger e Allan Walters, e mais tarde voltou a servir no departamento entre 24 de Agosto de 1959 e 28 de Março de 1960, entre os mandatos de Walters e do Vice Marechal do Ar Bill Hely. Neste papel Headlam ocupou um lugar no Quadro Aéreo, o corpo superior que comandava a força aérea e cujo presidente do quadro era o Chefe do Estado-maior. Foi também um de dois representantes da RAAF a integrar em um comité, presidido pelo empresário William John Allison, que examinou as condições de serviço de defesa; as recomendações deste comité levaram que a que determinados salários fossem aumentados, além de levar a outros melhoramentos no ramo. Headlam ocupou outras posições dentro do departamento, incluindo Air Commodore Plans entre Outubro de 1957 e Janeiro de 1959, e Director General Plans and Policy entre Janeiro e Agosto de 1959. Esta ultima posição tornou-o chefe do Directorado de Inteligência da RAAF. Em 1958, e publicado no London Gazette no dia 3 de Junho, Headlam tornou-se comandante da Ordem do Império Britânico. Em Maio de 1960 tornou-se Vice-chefe do Estado Maior interino.

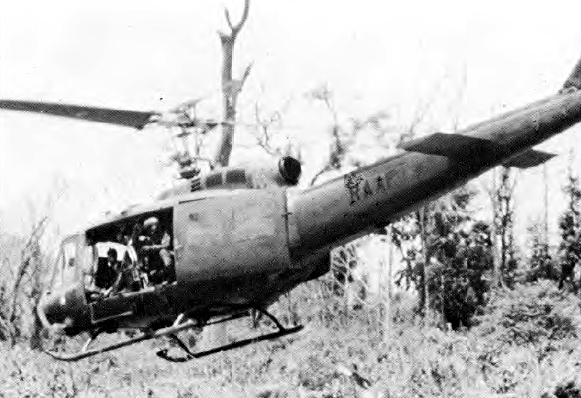
Um Bell UH-1 Iroquois do Esquadrão N.º 9 no Vietname

No dia 30 de Janeiro de 1961 Headlam juntou-se ao gabinete do Comando Operacional, o sucessor do Comando Doméstico, responsável por dirigir as unidades operacionais da RAAF. Em Abril, rendeu o Vice Marechal do Ar Val Hancock e tornou-se comandante do Comando Operacional. No dia 29 de Maio, Headlam foi promovido a Vice Marechal do Ar. No dia 17 de Julho de 1962 foi transferido para a Base aérea de Butterworth, e uma semana depois assumiu o comando do Grupo N.º 224 da RAF, em Singapura. Ao deixar o comando do Comando Operacional, foi sucedido pelo Vice Marechal do Ar Alister Murdoch. No Grupo N.º 224, Headlam tinha a responsabilidade de gerir a defesa aérea regional e as operações aéreas ofensivas durante a Revolta de Brunei em Dezembro de 1962, e o posterior Confronto Indonésia-Malásia que começou oficialmente no mês seguinte. Divorciado da primeira mulher desde 1956, casou-se com Vernon Spence, uma viúva, no dia 20 de Janeiro de 1964, em Sydney. No dia 30 de Novembro, entregou o comando do Grupo N.º 224 ao Vice Marechal do Ar Christopher Foxley-Norris.
De regresso à Austrália, Headlam foi elevado a Vice-chefe do Estado-maior no dia 26 de Janeiro de 1965. No dia 22 de Junho, foi nomeado Companheiro da Ordem do Banho, "em reconhecimento pelo serviço distinto nos territórios do Bornéu". O seu mandato como vice-chefe coincidiu com o programa de re-armamento mais significativo que a força aérea fazia desde a Segunda Guerra Mundial, com escassez de pessoal e com o crescente envolvimento em assuntos de segurança do Sudeste Asiático. Os primeiros helicópteros da RAAF foram enviados para a Guerra do Vietname no final do seu mandato, e Headlam viajou em Março de 1966 até Saigão com o Chefe do Estado-maior General, o Tenente-general Sir John Wilton, para planear o destacamento destas aeronaves. Um ano antes, Wilton havia recomendado ao Marechal do Ar Alister Murdoch, o Chefe do Estado-maior da força aérea, que dois helicópteros fossem enviados para o Vietname para realizar missões de familiarização; Murdoch não aceitou a recomendação de Wilton, e o esquadrão de helicópteros da RAAF chegou ao Vietname sem preparação para as operações de cooperação com o exército. Headlam sucedeu ao Vice Marechal do Ar Douglas Candy como comandante do Comando de Apoio, em Melbourne, no dia 8 de Agosto de 1966. O Comando de Apoio havia sido formado em 1959, com a fusão entre os antigos comandos de treino e de manutenção. No dia 1 de Janeiro de 1968 Headlam foi colocado em Londres como líder da equipa dos serviços conjuntos australianos. Entre 17 de Novembro de 1970 e 5 de Junho de 1971 serviu como Extra Gentleman Usher para a rainha.

## Reforma
Depois de regressar à Austrália em Junho de 1971, Headlam saiu da força aérea e reformou-se no dia 3 de Agosto. Viveu na sua residência em Melbourne, onde morreu com 62 anos no dia 23 de Dezembro de 1976, depois de uma longa batalha contra o cancro. Teve um funeral privado e foi cremado.